# 三號特倫頓鎮區 (北卡羅萊納州瓊斯縣)
三號特倫頓鎮區（英語：Township 3, Trenton）是位於美國北卡羅萊納州瓊斯縣的一個鎮區。

## 地方資料
三號特倫頓鎮區的面積為235.17平方千米，皆為陸地。根據2020年美國人口普查的數據，當地共有人口1788人，而人口密度為每平方千米7.6人。